# Saint-Marin aux Jeux olympiques d'été de 2004
Le Saint-Marin ont envoyé 5 athlètes aux Jeux olympiques de 2004 à Athènes en Grèce.

## Résultats

### Athlétisme
100 m homme :
- Gian Nicola Berardi : 63e place au classement final

### Tir
Trap hommes
- Francesco Amici : 9e place au classement final

Trap femmes
- Emanuela Felici : 7e place au classement final

### Natation
400m style libre homme :
- Emanuele Nicolini : 42e place au classement final

200m style libre homme :
- Diego Mularoni : 56e place au classement final

## Officiels
- Président : M. Angelo Vicini
- Secrétaire général : M. Fabrizio Stacchini